# 歌志内市立歌志内学園
歌志内市立歌志内学園（うたしないしりつうたしないがくえん）は、北海道歌志内市にある義務教育学校。

## 概要
歌志内市唯一の公立学校である。昭和30年代（1955-1964年）には、市内には上歌小学校、歌志内小学校、中央小学校、神威小学校、新歌小学校、文珠小学校、西小学校、歌志内中学校、神威中学校といった複数の小中学校が存在したが、2010年の西小学校の歌志内小学校への統合から当校開校まで市内の小中学校が各1校の状況であった。

## 沿革

### 略歴
歌志内市立歌志内学園は、歌志内市立歌志内小学校、歌志内市立歌志内中学校が統合し、2021年4月1日に開校した。

### 年表
- 2021年（令和3年）
  - 4月1日 - 開校。
  - 4月8日 - 開校式典挙行。
- 2022年（令和4年）
  - 3月12日 - 第1回卒業式挙行。最初の卒業生は18名。
  - 3月24日 - 最初の修了式と離任式挙行。

## 学校行事
| - 4月 入学式・始業式 - 5月 - 6月 | - 7月 終業式 - 8月 - 9月 始業式 | - 10月 - 11月 - 12月 終業式 | - 1月 始業式 - 2月 - 3月 卒業式・終業式 |

## 通学区域
- 歌志内市全域

## 交通
- 北海道中央バス歌志内線「歌志内学園」バス停下車。
- JR北海道
  - 根室本線赤平駅から、上述の北海道中央バスに乗車し29分、「歌志内学園」停留所下車。
  - 函館本線滝川駅から、上述の北海道中央バスに乗車し44分、「歌志内学園」停留所下車。

## 周辺
- 歌志内市立歌志内認定こども園 - 前期課程への進学前こども園で、敷地が隣接。
- 北海道道627号文珠砂川線